# Kaisergarten (Historische Grünanlage)

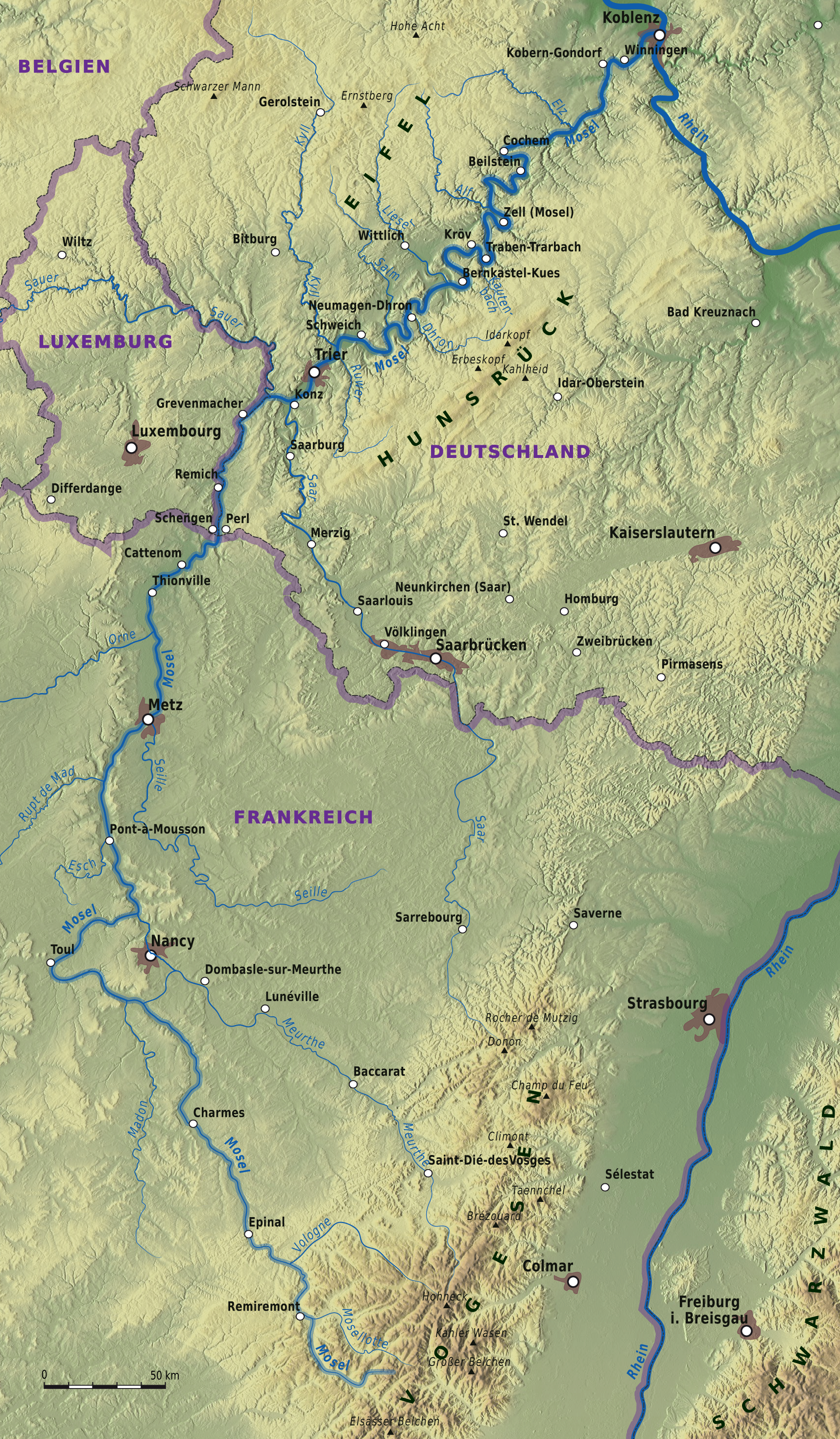
Die Region Mosel und Pfalz

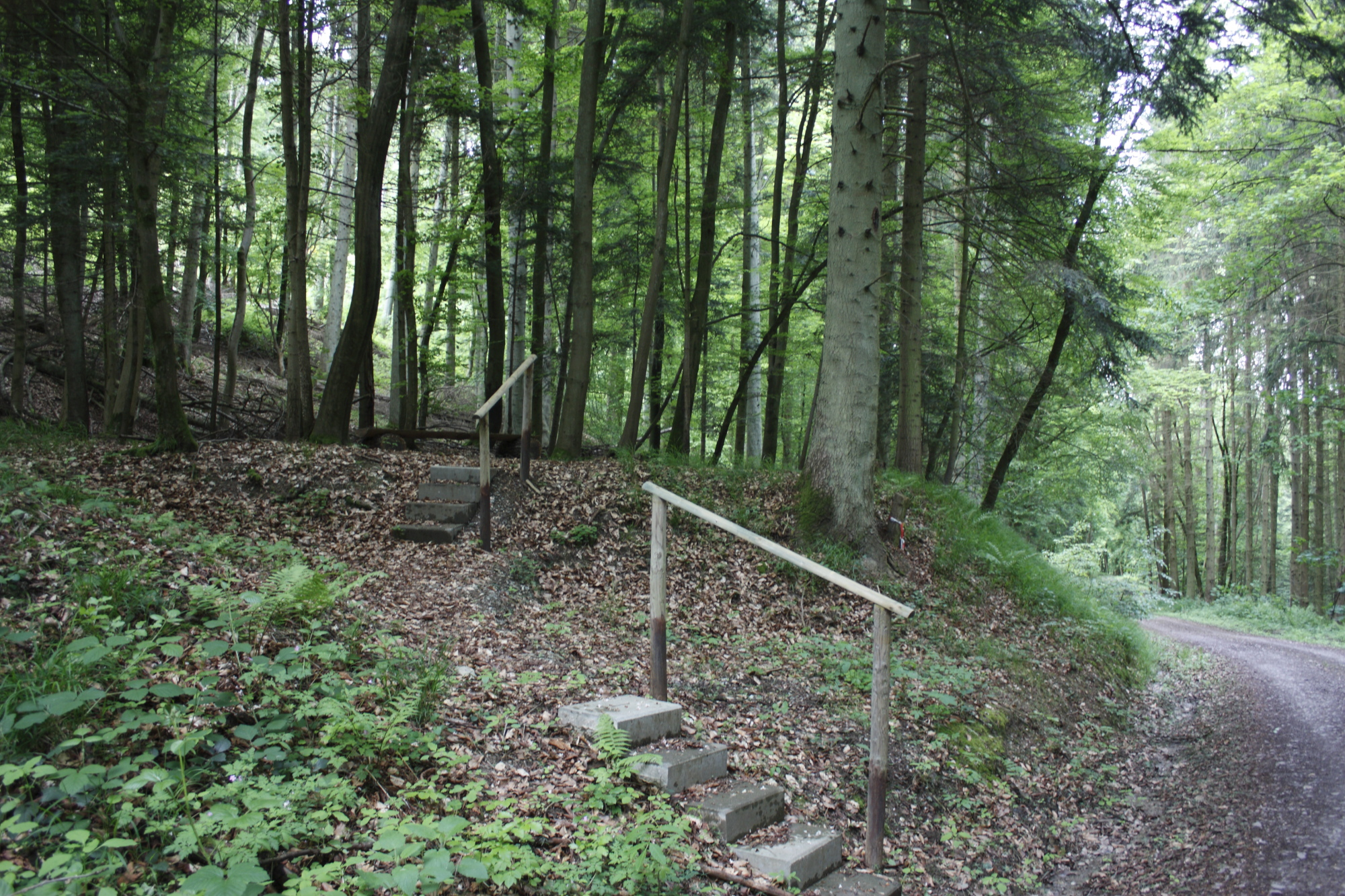
Grünanlage Kaisergarten Lösnich

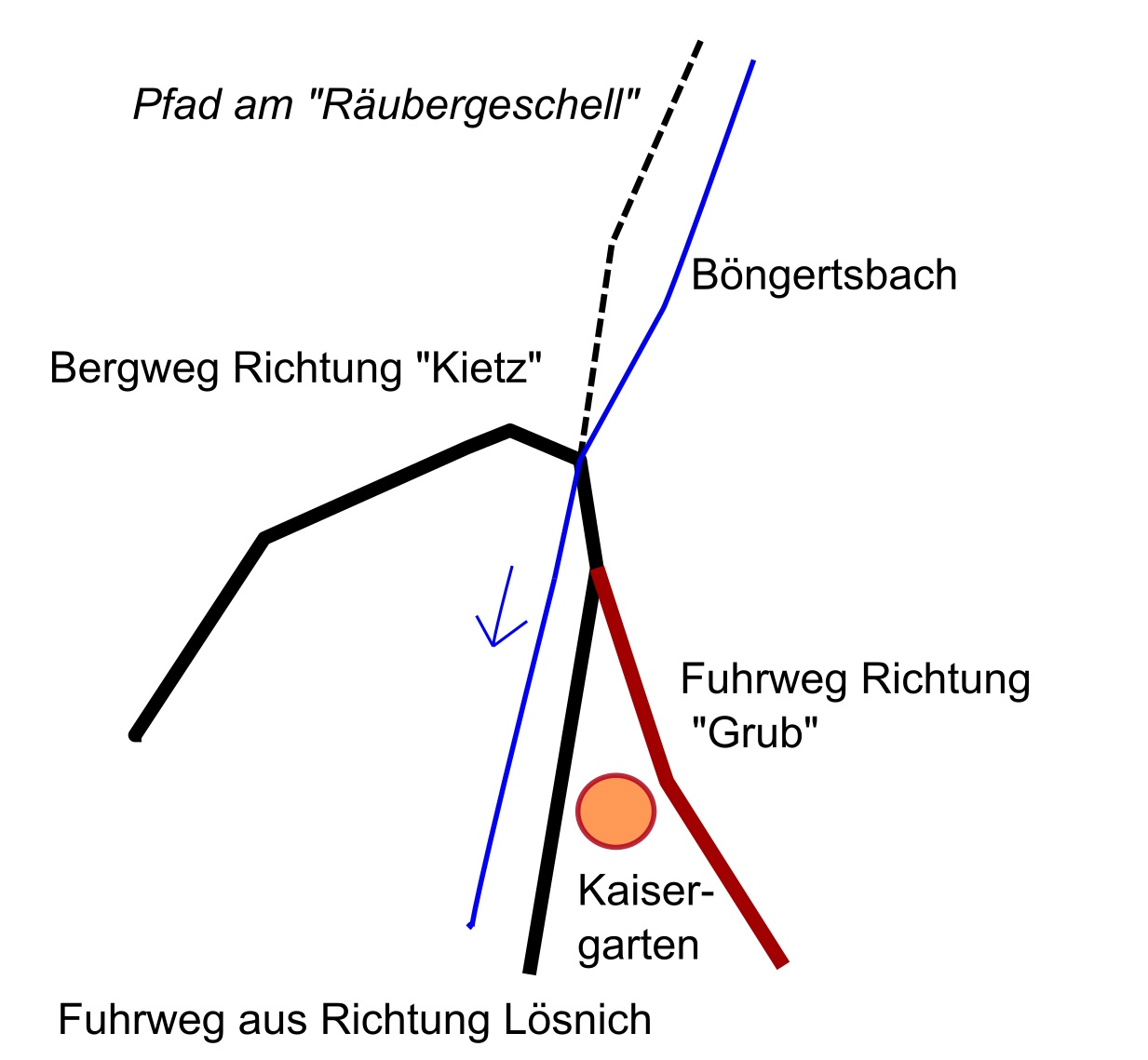
Lageskizze Kaisergarten Lösnich im Bereich einer Weggabelung im Gemeindewald. Beispielhaft für die Grundstücksform „Napoleonshut“.

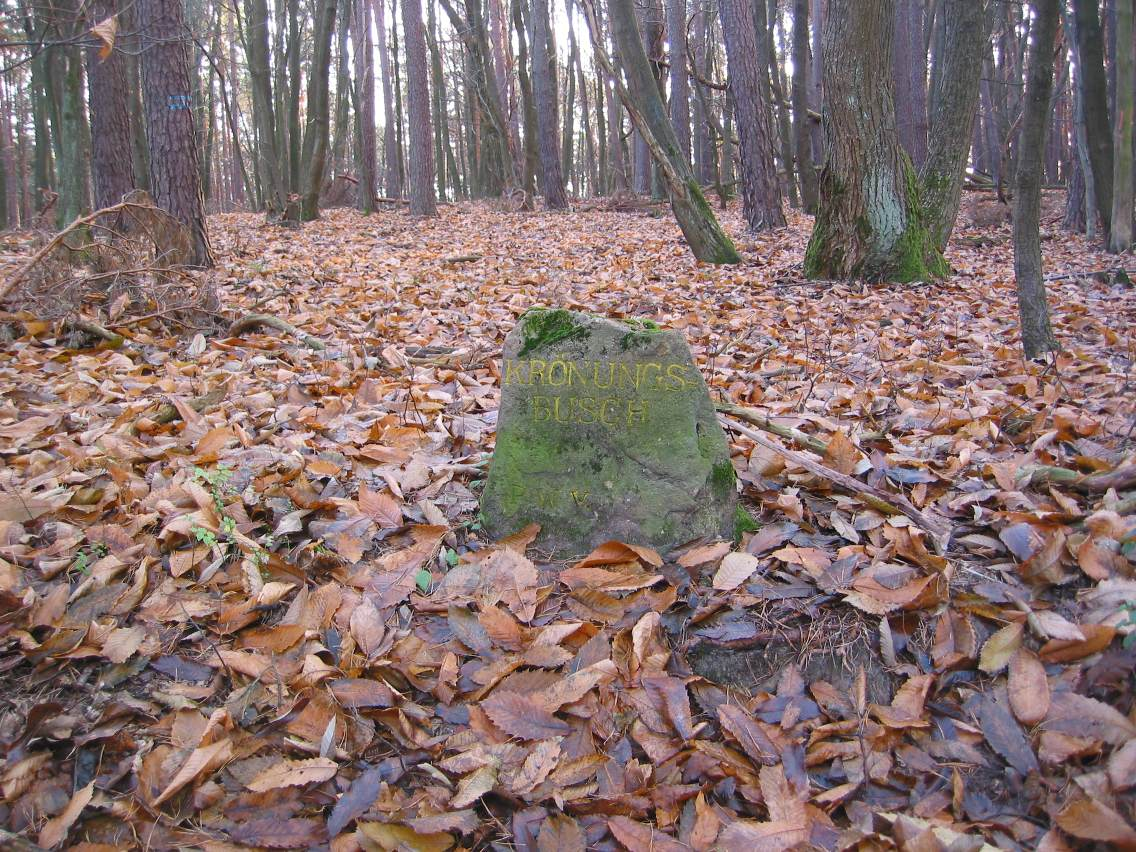
Ritterstein am Krönungsbusch in Dörrenbach.

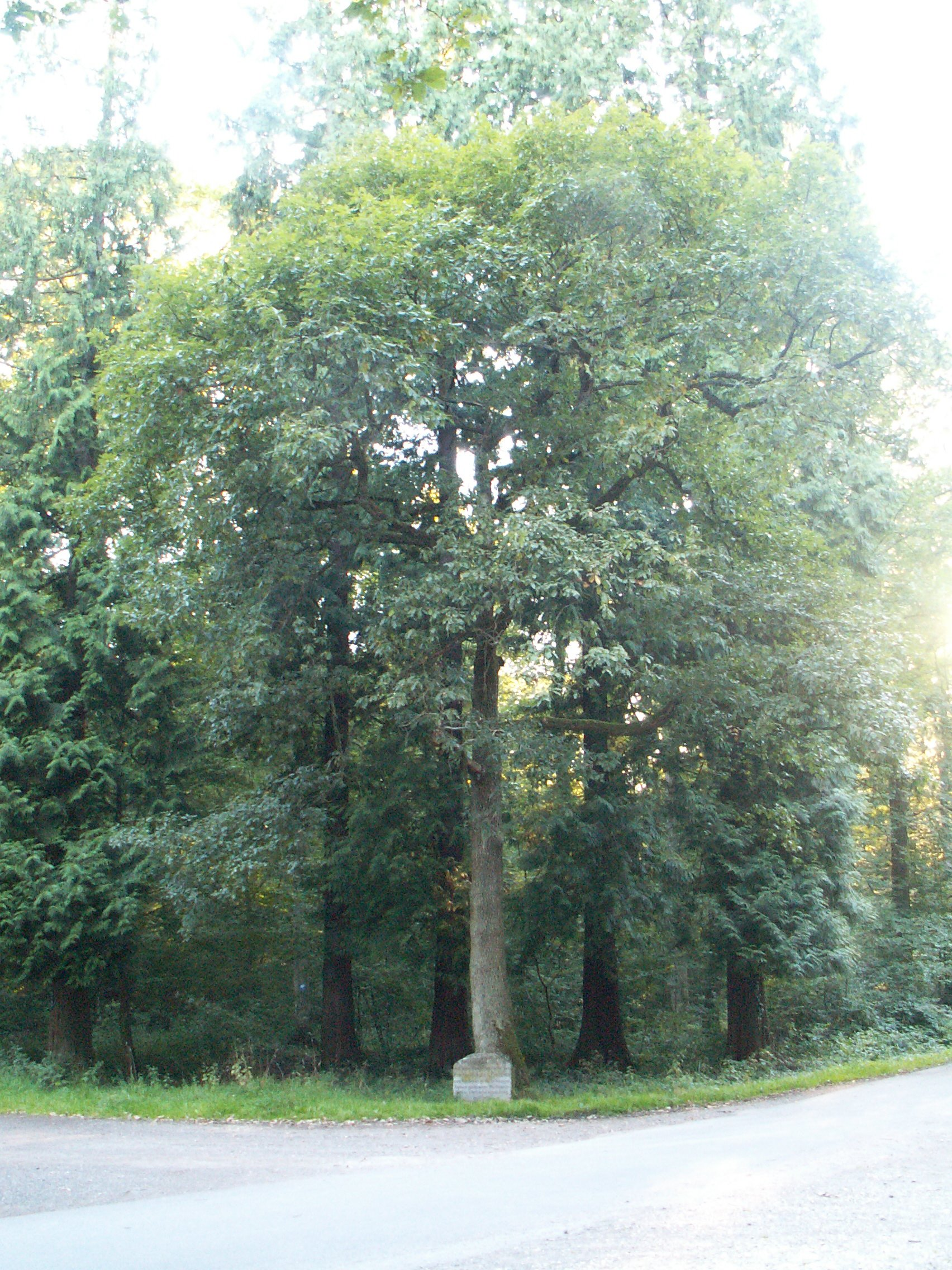
Kaisereiche im Kottenforst bei Bonn.

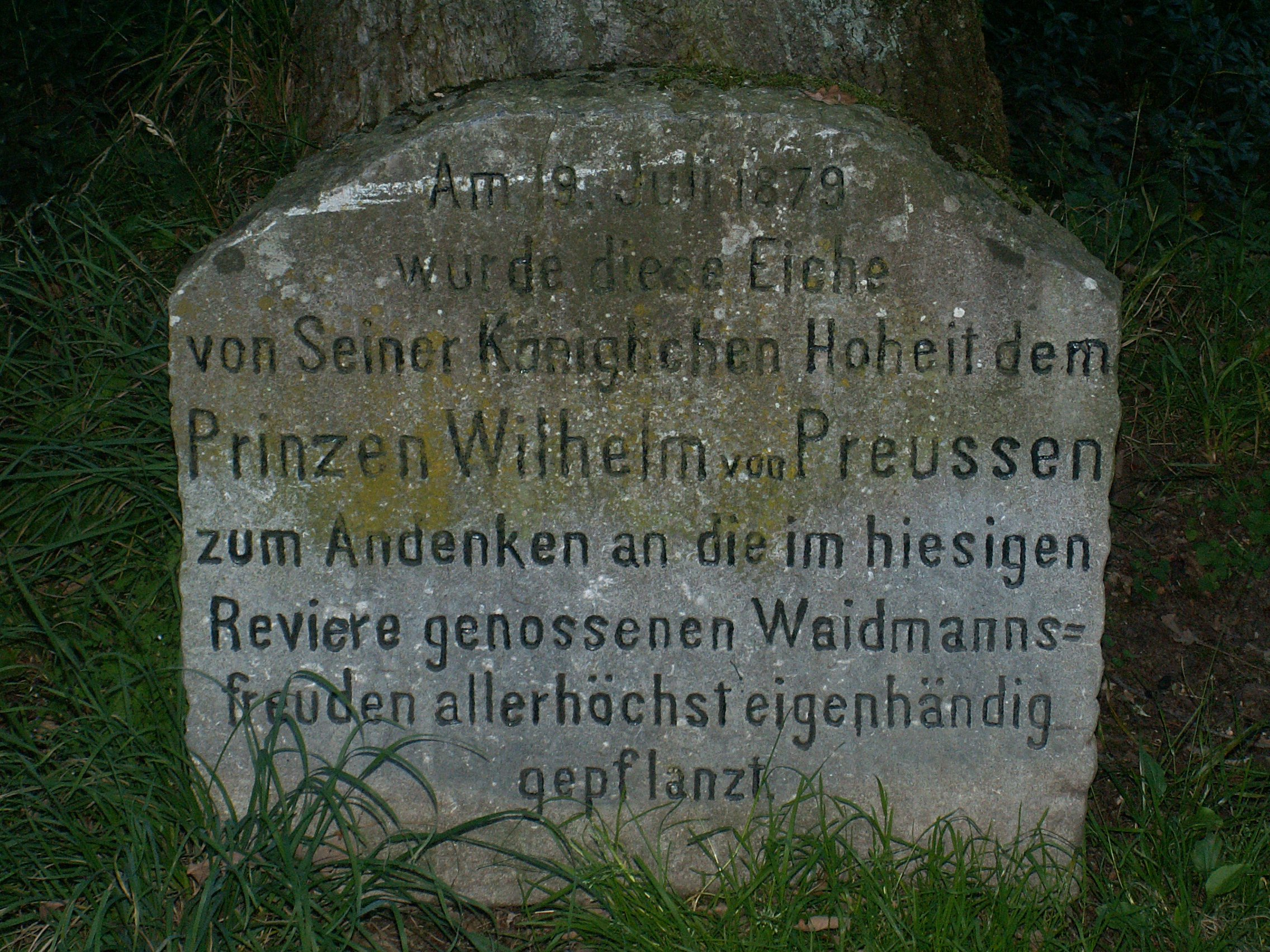
Gedenkstein Kaisereiche 1879 im Kottenforst bei Bonn.

Kaisergärten sind abgegrenzte Grünanlagen mit Baumbestand, die noch heute gehäuft im Moselraum und vereinzelt in der Pfalz und anderen Regionen zu finden sind. Ihre Entstehung wird zurückgeführt in die Französische und Preußische Zeit. Heute sind sie in einigen Gemeinden wieder hergerichtet als Rast- oder Ruheplätze, da sich ihre bevorzugte Lage außerhalb der Ortsgemeinden in freier Natur befindet.

## Kaisergärten
Nachdem Preußen sich 1795 mit der Abtrennung der 1794 durch die französischen Revolutionsheere besetzten linksrheinischen Gebiete einverstanden erklärt hatte und Österreich 1797 im Frieden von Campo Formio folgte, begann die die systematische Übertragung der in Frankreich geltenden Gesetze verbunden mit der Einrichtung einer neuen Territorialorganisation in diesen Gebieten. Dabei wurden vier rheinische Departements geschaffen:
- Departements de la Roer (Ruhrdepartement) mit Präfektursitz in Aachen,
- Rhin-et Moselle(Rhein-Mosel Departement) mit Präfektursitz in Koblenz
- de la Sarre (Saardepartement) mit Präfektursitz in Trier
- du Mont-Tennere (Departement Donnersberg) mit Präfektursitz in Mainz

Die Departements wurden aufgeteilt in Arrondissements, diese in Kantone, die ihrerseits von Mairen gebildet wurden, die aus mehreren Einzelgemeinden bestanden.

### Kaisergärten in der Region Mosel, Eifel und Hunsrück im ehemaligen Saar-Departement
- Ehrang bei Trier[2]
- Bitburg, Eifelkreis Bitburg-Prüm, Napoleonswäldchen[3]
- Neunkirchen (Hunsrück), Kreis Bernkastel-Wittlich, VG Thalfang
- Bäsch, Ortsbezirk von Thalfang, Kreis Bernkastel-Wittlich. Die Ortsstraße „Kaisergarten“ mündet im Flur Klingelwasen in die Kreisstraße 127.[4]

- Bescheid (Hunsrück), Kreis Trier-Saarburg, VG Hermeskeil,[5]
- Horath, Kreis Bernkastel-Wittlich, ehemaliger Kaisergarten[6]
- Gornhausen bei Veldenz, kreisförmige Baumanlage[7]
- Longkamp, Kreis Bernkastel-Wittlich, ehemaliger Kaisergarten im Flurbereich Hof als kreisförmige Baumanlage.[8]
- Kautenbach, Kreis Bernkastel-Wittlich, Baumanlage im ehemals Fronhofener Wald.[9]
- Bernkastel-Kues, ehemaliger Kaisergarten im Stadtteil Kues.[10]
- Graach, Kreis Bernkastel-Wittlich, Moselhöhenanlage oberhalb von Graach.[11]
- Zeltingen-Rachtig auf der gegenüberliegenden Moselseite auf der Höhe des Umlaufberges.[12]
- Lösnich, Kreis Bernkastel-Wittlich unweit der Gemarkungsgrenze zu Zeltingen-Rachtig nahe der Böngertsbach im Lösnicher Wald.[13]
- Wolf, Stadtteil Traben-Trarbach, Kreis Bernkastel-Wittlich[14]
- Karl, Kreis Bernkastel-Wittlich.[15] Eine Linde umgeben von Tannen als Erinnerung an die Reichsgründung 1871 befindet sich hier neben einem alten Eichenbestand, welcher auf Anordnung Kaiser Napoleons I. zur Erinnerung an die Geburt seines Sohnes, des „König von Roms“ 1811 gepflanzt wurde.[16]
- Bergweiler, Kreis Bernkastel-Wittlich, Wegekreuz am Kaisergarten[17]
- Bruch (Eifel), Kreis Bernkastel-Wittlich, Napoleonswäldchen.[18]
- Üdersdorf. In der Französischen Zeit zugehörig zum Kanton Daun des Arrondissements Prüm im Saar-Departement.[19] Die Anlage wurde 1811 zu Ehren der Geburt des Sohnes von Napoleon dem I. angelegt.

Bis auf Üdersdorf sind diese Gärten in topografischen Kartenwerken des Landesvermessungsamtes Rheinland-Pfalz erwähnt und vermerkt, die frühesten Erwähnungen finden sich für die Napoleonswäldchen bei Bitburg und Bruch in 1915.

### Kaisergärten im ehemaligen Rhein-Mosel Departement
- Kirchberg (Hunsrück),[21] Rhein-Hunsrück-Kreis, an der Grundschule[22]
- Waldesch, ein ehemaliger Koblenzer Walddistrikt mit der Bezeichnung „König von Rom“, heute Wohngebiet. Durch kaiserliches Dekret Napoleons I. aus Paris wurde 1811 die festliche Würdigung der Geburt seines Sohnes, der schon bei Geburt den Titel „König von Rom“ trug angeordnet. Die Koblenzer ließen dazu in einem Flurstück einen Baumgarten in Form eine Napoleonhutes anpflanzen, das dann den Namen „König von Rom“ trug.[23]
- Nieder Kostenz, Rhein-Hunsrück-Kreis, VG Kirchberg. Kaisereiche am alten Dillendorfer Weg umgeben von Fichten im Abstand von 15-20 Metern.[24]
- Bonn, Kottenforst (Waldgebiet), Kaisereiche 1897 angepflanzt von Prinz Wilhelm von Preußen, dem späteren Kaiser Wilhelm II.

### Kaisergärten in ehemaligen Mosel Departement
Das Mosel Departement ist eine französische Verwaltungseinheit im Nordosten Frankreichs.
- Wellingen, Stadtteil von Merzig im Saarland, Napoleonsbuchen (Baumgruppe von ursprünglich vier Buchen)[25]

### Kaisergärten in der Region Pfalz im ehemaligen Département Bas-Rhin
Département Bas-Rhin ist eine französische Verwaltungseinheit im Nordosten Frankreichs.
- Lambrecht,  Kaisergarten (Pfälzerwald).
- Wollmesheim bei Landau[26]
- Dörrenbach, Verbandsgemeinde Bad Bergzabern, Krönungsbusch[27]

Datierung in die Französische Zeit

### Kaisergärten in ehemaligen Departement Donnersberg
- Offenheim, Landkreis Alzey-Worms, ehemaliger Napoleonstein vom Roßmarkt in Alzey. Dort errichtet zur Erinnerung an die Heirat Napoleons I. mit Erzherzogin Marie-Louise von Österreich im Jahr 1810. Später vergraben am Forsthaus Vorholz bei Offenheim und 1844 dort wieder aufgerichtet. Der Originalstein befindet sich heute im Freilichtmuseum Bad Sobernheim.[28]

### Kaisergärten in der Region Luxemburg im ehemaligen Departement der Wälder
Das Departement der Wälder war eine französische Verwaltungseinheit auf dem annektierten Territorium von Luxemburg.
- Potaschberg/Grevenmacher nahe Trier. Dieser Garten trägt den klangvollen Namen „Garten des Königs von Rom“.[29] Heute befindet sich dort ein Industriegebiet. Der Name könnte einen Hinweis sein auf seine Entstehungsgeschichte. Den Titel „König von Rom“ trug seit seiner Geburt 1811 Napoleon II., der erstgeborene Sohn von Napoleon dem I.
- Mertert, Kanton Grevenmacher, Napolensgarten im Flurgebiet Weiler, angelegt 1811 zur Geburt von Napoleon I.[30]
- Bourscheid, Kanton Diekirch, Napoleonsbaum von 1811 im „Napoleonsknäppchen“ bei Burg Bourscheid, 505 Meter hoher Aussichtspunkt[31]
- Rindschleiden. Napoleonsgaard.[32] Zu Ehren der Geburt seines Sohnes Napoleon Franz Bonaparte ließ Napoleon an den höchsten Stellen Frankreichs Gärten anlegen. Da Luxemburg damals ein Departement von Frankreich war, sollten an die höchste Stelle des Landes Bäumen gepflanzt werden.[33]
- Vianden, Napoleonsgarten auf der Höhe zwischen Schloss und Bildchenkapelle (Aussichtspunkt), Baum mit der Aufschrift „Planté le 30. März 1811, naissance du Roi de Rome“[34]
- Nusbaum, Eifelkreis Bitburg-Prüm, Napoleonswäldchen beim Fraubillenkreuz,[35]
- Mauel, Eifelkreis Bitburg-Prüm, Napoleonseiche im Roßbachwald im Prümtal westlich vom Ortsteil Staudenhof.[36] Eine Version zur Geschichte der Eiche verweist auf die Möglichkeit, dass sie zur Geburt des Sohnes von Napoleon im  Jahre 1811 als „Napoleonsgärtchen“ gepflanzt worden sein soll.[37]

### Kaisergärten in anderen Regionen
- Anhausen, Landkreis Neuwied, Kaisergarten mit Gedenkstein zur Reichsgründung von 1871[38]
- Dernbach, Verbandsgemeinde Puderbach, Alleinstehende Kaisereiche auf einer Anhöhe nördlich von Dernbach[39]
- Oberhausen, Regierungsbezirk Düsseldorf, Kaisergarten mit Gedenksteinen 1897 Einweihung eines Gedenksteins und der Kaisereiche im Kaisergarten zum 100. Geburtstag von Kaiser Wilhelm I.[40]
- Wuppertal, Dreikaiserdenkmal und Freiheitseiche von 1817 errichtet auf dem Elberfelder Neumarkt und 1894 auf die Hardt überführt.[41]
- Ehekirchen, Kreis Neuburg-Schrobenhausen, Bayern, Kaisereiche errichtet 1871 in Ortsmitte zur Reichsgründung 1871[42]
- Großbeeren, Kreis Teltow-Fläming, Brandenburg, Kaisereiche an der Schule, angepflanzt 1897 zum 100. Geburtstag von Kaiser Wilhelm I.[43]

### Kaisergärten in Frankreich
- Ventes-Saint-Rémy, Département Seine-Maritime, Garten des Königs von Rom mit großem Baumbestand (Arboretum)[44]

## Geschichte

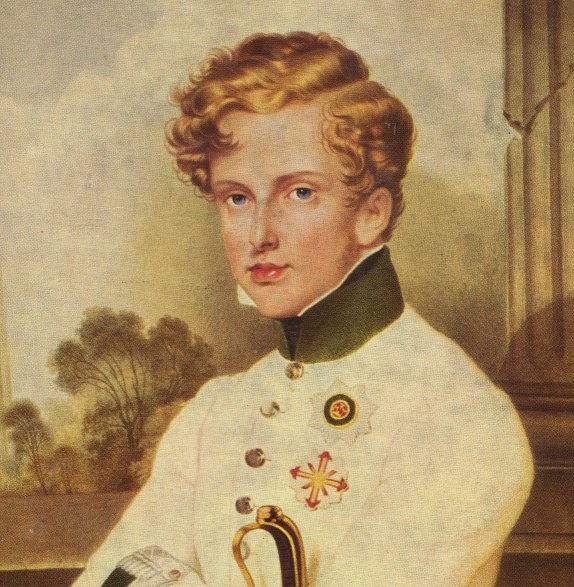
Porträt von Napoleon Franz Joseph Karl Bonaparte bekannt als Napoleon II.

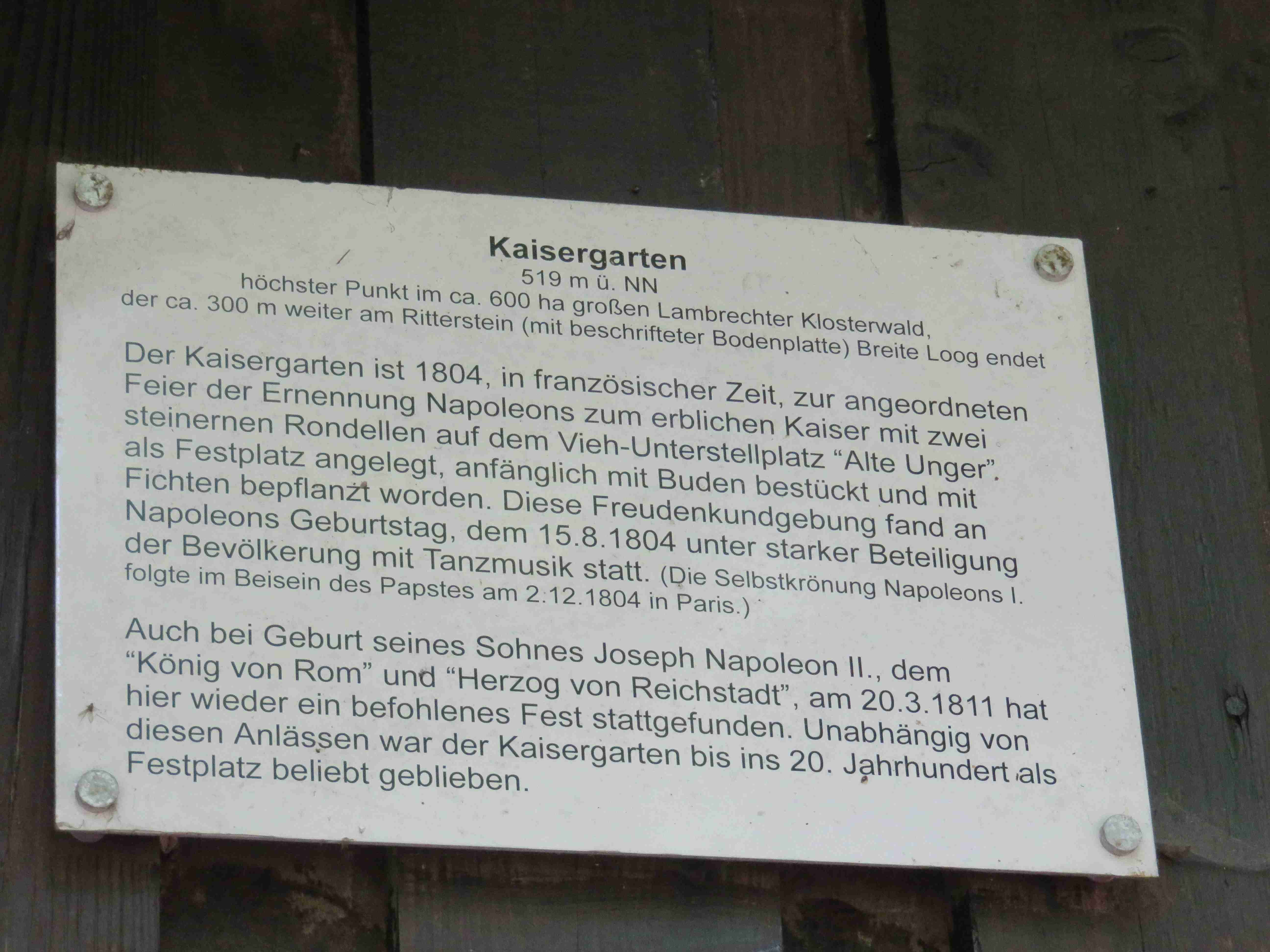
Infotafel zum Kaisergarten bei Lambrecht.

Anders als der Kaisergarten in Wollmesheim in der Pfalz (Region) datiert die Gemeinde Gornhausen an der Mittelmosel ihre Anlage in die Zeit der Reichsgründung 1871 und der Proklamation Kaiser Wilhelm I. In Wollmesheim soll er auf Veranlassung Kaiser Napoleons I.  zum freudigen Ereignis der Geburt seines ersten Sohnes Napoleon Franz Bonaparte im Jahre 1811 per Zirkularschreiben vom 9. November 1811 an die Bürgermeister der französischen Mairen errichtet worden sein. Auch in Zeltingen-Rachtig wird die Anlage in die Preußische Zeit datiert und in Zusammenhang gebracht mit der Reichsgründung 1871. Im selben Jahr soll die Gemeinde auch 310 Taler für die Veranstaltung einer Siegesfeier bereitgestellt haben.
Als 1794 die französischen Revolutionstruppen die Rheinlande besetzten, wurde der Moselraum eingegliedert in das Saardepartement und blieb unter französischer Verwaltung bis zum Sieg der Großen Allianz über die Napoleonischen Truppen im Jahre 1815. Die territoriale Neuordnung infolge der Beschlüsse des Wiener Kongresses im Jahre 1815 führte dazu, dass der Moselraum Preußische Rheinprovinz wurde.
Auffällig ist jedoch, dass diese Kaisergärten oft weit außerhalb der Ortschaften angelegt wurden.
Eine von Rudolf Wild veröffentlichte Beschreibung zum Krönungsgarten in Wollmesheim bei Landau aus dem Jahre 2007 liefert hierzu die mögliche Erklärung. Sie bezieht sich darauf, dass in den von den französischen Revolutionstruppen besetzten Rheinlanden (1794–1815) zur Feier der Kaiserkrönung Napoleons I. am 2. Dezember 1804 vielerorts Grünanlagen angelegt wurden bzw. werden mussten, die Napoleonsbusch heißen sollten. Anlass war die Geburt des ersten Sohnes und des legitimen Thronfolgers von Napoleon I. am 20. März 1811. Nach Wild war genau geregelt, wer wie viele Bäume pflanzen durfte. Die Verordnung erging mit einem Cirkularschreiben vom 9. Juli 1811 an die Herren Maires (Bürgermeister). Der Name Napoleonsbusch soll sich in vielen Gemeinden aber nicht durchgesetzt haben und es kam zu |den Bezeichnungen Krönungsgarten, Napoleonsgarten oder Kaisergarten.
Auch der ehemalige Kaisergarten bei Lambrecht in der Pfalz, dessen Anlegung mit der Kaiserkrönung Napoleons I. in Verbindung gebracht wird, folgt diesem Muster.
Dass die napoleonischen Kaisergärten weit außerhalb des Ortskerns angelegt wurden, wird darauf zurückgeführt, dass viele Gemeinden nur widerwillig dem Aufruf zur Anlage des Gartens gefolgt waren. Ungern stellten sie dafür eine Fläche zur Verfügung, die auch landwirtschaftlich nutzbar war. Und so wurden häufig Standorte gewählt, die nur schwer zu bewirtschaften waren. Das waren oft auch „dreieckige Grundstücke“, was diesen oft den Namen Napoleonshut einbrachte.

### Die Napoleonsgärten als Folge des Napoleonkults um 1810 und 1811
Mit der Heirat Kaiser Napoleon I. mit Marie-Louise Erzherzogin von Österreich im Jahre 1810 verstärkte sich die bereits vorhandene Festkultur zu Ehren Napoleons. Mit der Annexion der linksrheinischen Gebiete durch die französischen Revolutionstruppen wurden ab 1798 auch die französischen Nationalfeste ein Bestandteil im Kalender dieser Territorien.
Einen tiefen Einblick in die Maßnahmen zur Entwicklung der Erinnerungskultur in den napoleonischen Kaiserjahren in Frankreich, insbesondere wegen der denkwürdigen Ereignisse in den Jahren 1810 und 1811 (Napoleons Hochzeit und Geburt des ersten Sohnes) gibt eine Veröffentlichung von Jean Parde in dem Mitteilungsorgan „Revue Forestière Francaise“. Hier eine inhaltliche Zusammenfassung der Veröffentlichung aus dem Jahre 1962:
Baumpflanzungen waren seit jeher ein beliebtes Instrument für die Erinnerungskultur für politische und militärische Ereignisse. So berichtete der „Moniteur“ am 8. Juni 1810, dass die Initiative des Bürgermeisters einer kleinen Stadt in der Nähe von Lüttich, Schleiden, zur Folge hatte, dass zu Ehren der kaiserlichen Hochzeit Napoleons mit Marie-Louise 1810 am 4. Juni das Rundschreiben Nr. 416 des „Directeur Général des Eaux et Foréts“ im ganzen Reich zur Errichtung von Baumanlagen (Marie-Louise Bäume) aufrief. Diese „lobenswerte Praxis“ des Herrn Begasse, Bürgermeisters von Schleiden zur Feier dieses denkwürdigen Ereignisses, die in der Anlegung einer schönen Plantage mit 222 Bäumen bestand und den Namen „Place Napoleon“ bekam, begeisterte die französischen Behörden.
Zur Geburt des Sohnes von Napoleon, des „Königs von Rom“ wurde diese Baumpflanzungsmaßnahme erneut aufgenommen und im Rundschreiben Nr. 434 vom 23. März zu den „Bäumen des Königs von Rom“ von gleicher Stelle veröffentlicht. In den „Annales Forestieres“ von 1810 bis 1811 wurde von einer großen Anzahl von „Plantagen“ in allen Schutzgebieten Frankreichs berichtet. Beispielhaft wurde als Modell eine Anlage in Boscodon in der Nähe von Gap auf dem Faurrie-Plateau angeführt. Dreißig Bäume bestehend aus Eichen, Ulmen und Linden wurden dort in einem Kreis mit dem Umfang von 60 Metern angepflanzt. In der Mitte des Kreise wurden zwei Eichen positioniert, eine zu Ehren des Kaisers, die andere zur Ehren der Kaiserin. Zur Einweihungsfeier seien dagewesen der Unterpräfekt von Embrun, der Bürgermeister der Stadt und alle Mitarbeiter des Forstschutzes. Die Feier wäre mit Musketensalven der Wache eröffnet worden und der örtliche Inspektor M. Goutard habe eine bewegende Rede gehalten. Danach seien die Bäume feierlich gepflanzt und alle zu einem Bankett des Inspektors eingeladen worden. Vermischt mit weiteren Musketensalven der Wachen erschallten immer wieder die Rufe „Es lebe der Kaiser, es lebe die Kaiserin!“
Ähnliche Szenen hätten sich in den „vier Ecken des Reiches“ wiederholt und natürlich auch in den Schutzgebieten Koblentz mit 25.635 Bäumen, Brüssel mit 31.775 Bäumen und Alexandria in Italien mit 1.114 Bäumen. Manche Persönlichkeiten hoher Beamter fügten sogar noch ihre „privaten Plantagen“ hinzu, wie z. B. der Kurator von Orléans der 40 Bäume umgeben von Gräben pflanzte.
Ein weiteres Beispiel einer Baumanlage bestehend aus Eichen und Hainbuchen bei Longchamp (Côte-d’Or), die den Namen „Berceau du Roi de Rome“ (Wiege des Königs von Rom) trug, war angelegt worden als kreisförmige Anlage mit acht Metern Durchmesser. Auch hier im Zentrum zwei Eichen, eine mit einem Umfang von 19 Dezimetern, die sich gegenüberstehen.

### Freiheitsbäume

#### Bernkastel-Kues

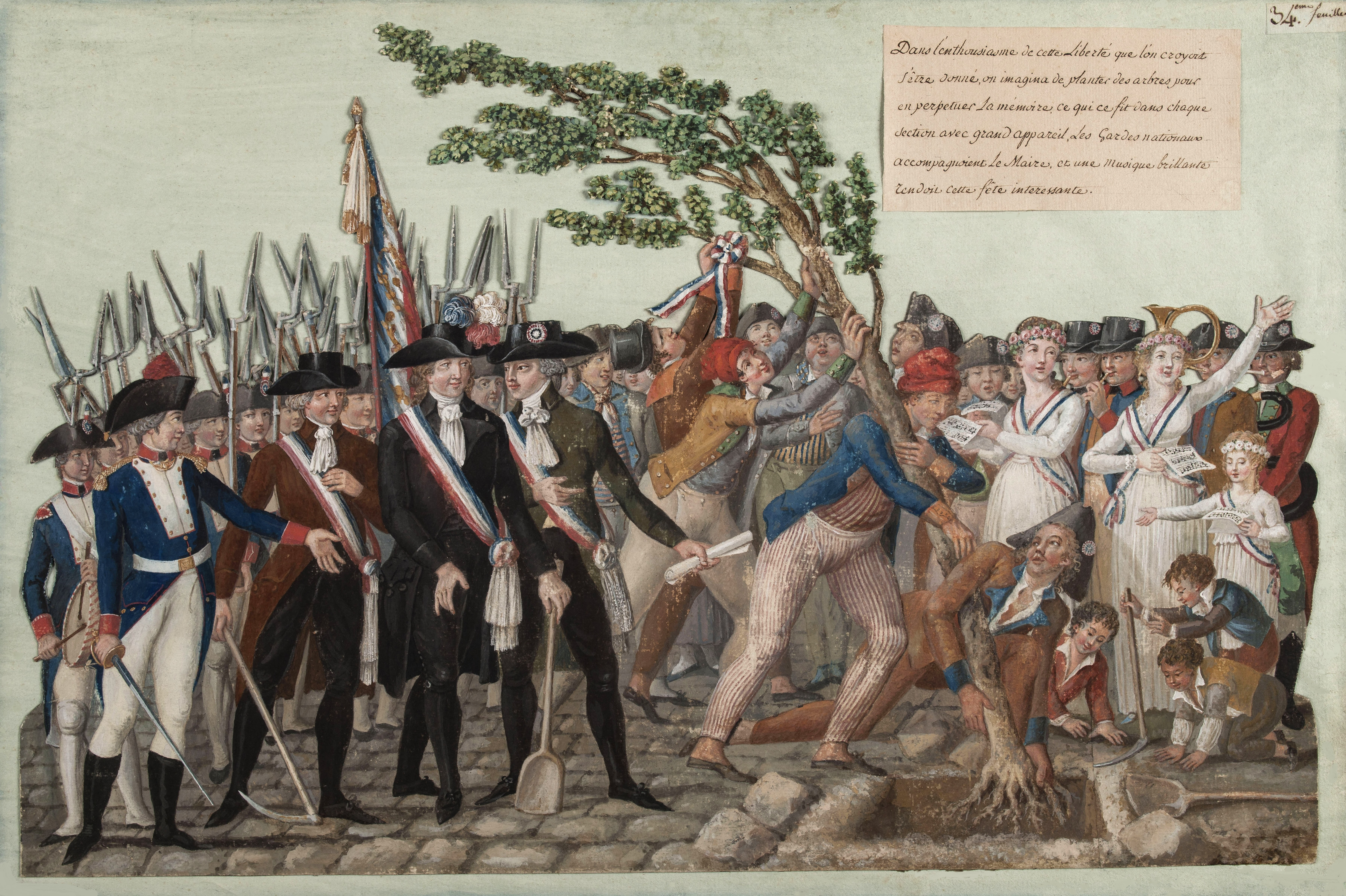
Pflanzung eines Freiheitsbaums im revolutionären Frankreich.

Auch die Anpflanzung von Freiheitsbäumen stand in der Tradition der Ersten Französischen Republik, so auch in den durch die französischen Revolutionstruppen annektierten linksrheinischen Gebieten. In der im Saardepartement gelegenen Stadt Bernkastel-Kues wurde am 4. April 1798 das Einsetzungsfest der neu eingerichteten Munizipalverwaltung Bernkastel des Kantons Bernkastel zu Bernkastel feierlich begangen. Gemäß Beschluss der Zentralverwaltung des Saardepartements traf am 3. April ein Mitglied der Zentralverwaltung ein, um am folgenden Tag die neuen Gewalten der Munizipalverwaltung des Kantons in ihren Amtsverrichtungen einzusetzen. Wichtiger Bestandteil des festlichen Akts der Einsetzung war, dass alle Mitglieder der neuen Verwaltung folgenden Eid leisten mussten: „Ich schwöre Anhänglichkeit und Treue der französischen Republik und mit Eifer und Rechtschaffenheit die Dienstverrichtungen zu erfüllen, die mir anvertraut sind.“ Verbunden mit einem feierlichen Umzug auf den Markt, begleitet von Musik, Gesang, dem Läuten der Glocken und dem Donnern der Geschütze wurde auf der Mitte des Marktes eine „junge Eiche der Freiheit“ gepflanzt, geschmückt mit den dreifarbigen Fähnchen der Freiheit. Bei der Pflanzung legten die neu eingesetzten Mitglieder der Verwaltung mit Hand an, damit er „grünen und den Nachkommen ein ehrwürdiges Andenken ihrer Freiheit werden solle“. Innerhalb von zehn Tagen nach dieser Feier musste auch an jedem Kantonsort ein Freiheitsbaum gepflanzt werden. Verantwortlich für die Ausführung des Befehls war der jeweilige Ortsvertreter der Gemeinde (Agent), der die Gemeinde in der Munizipalverwaltung vertrat.

#### Wittlich

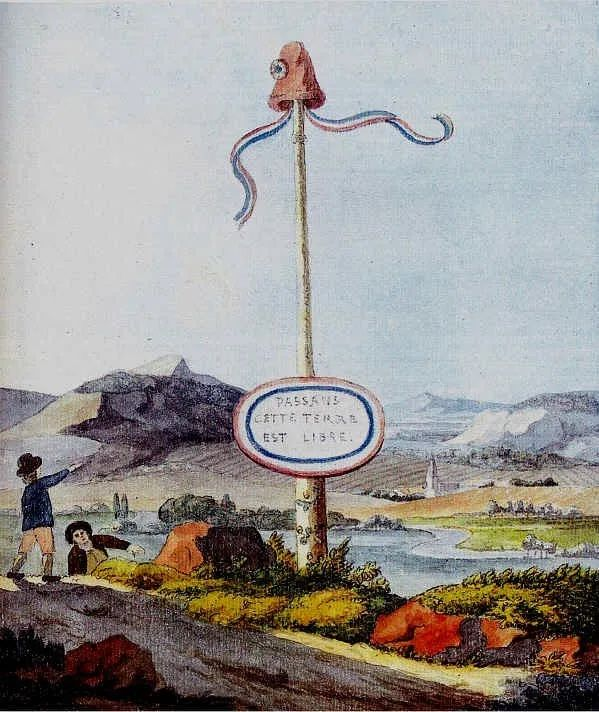
Freiheitsbaum in Luxemburger Landschaft an der Grenze zur Mosel

Im benachbarten Kanton Wittlich wiederholte sich einen Tag später am 5. April 1798 das Zeremoniell des Einsetzungsfestes der Munizipalverwaltung in Wittlich.
Mit nicht geringerem Aufwand hatte man hier eine große Feier organisiert unter Beteiligung vieler Amts- und Würdenträger, der gesamten Agenten und Adjunkten des Kantons und der gesamten Wittlicher Bürgerschaft. In einem feierlichen Zug durch das Tor, durch das die „siegreichen Franken“ zum ersten Mal in Wittlich eingezogen waren, sollte auf Beschluss des Magistrats auch der Freiheitsbaum gebracht werden. Sechs „mit Bändern gezierte Jünglinge“ hatte die ehrenvolle Aufgabe, den Baum zu tragen. Auf dem Wittlicher Markt formierte sich der Umzug in einem Kreis um den Platz, auf dem bereits der erste Freiheitsbaum gestanden hatte. Der zerhauene Baum loderte in lichten Flammen, weil seine Asche an die Wurzeln des neuen zu pflanzenden Baumes gebracht werden sollte. Pathetische Reden in deutscher und französischer Sprache wurde gehalten. Dann eilten junge Frauen mit ihren dreifarbigen Bändern und von Blumen und grünen Zweigen geflochtenen Girlanden herbei, die sie während des Umzuges getragen hatten und schmückten damit den Freiheitsbaum. Dann wurde er unter Begleitung gesanglicher Beiträge patriotischer Lieder angepflanzt. Eine Besonderheit in Wittlich war, dass im Anschluss daran noch ein zweiter Baum vor dem Gebäude gepflanzt wurde, in dem das Tribunal des Friedensrichters sein Sitzungen abhielt. Ein aus Trier angereister Patriot, welcher „das Fest mit seiner Gegenwart beehrte“, sang noch ein paar patriotische Lieder und „erhub die Gemüter der schon entzückten Bürger zum völligen Taumel der Freude“. Zum Abschluss war für die Jugend ein Ball angeordnet, der um sechs Uhr abends begann und um 11 Uhr endete.

#### Ober-Ingelheim
In Ober-Ingelheim  im Kanton Oberingelheim im Arrondissement Mainz des Departements Mont-Tonnere (vom Donnersberg) wurde ebenfalls die Pflanzung des Freiheitsbaums, einer „Kastanie“ feierlich begangen. In der Ingelheimer Zeitung war am 28. Februar 1964 darüber zu lesen, dass eingeleitet durch Glockengeläute und Böllerschüsse ein großer Umzug in Gang gesetzt wurde. Er wurde angeführt von der Schuljugend, der die Musikanten folgten und bewaffnete Jünglinge, zwei mit der Nationalflagge. Dem Knaben mit der „Freiheitskappe“ folgten 12 Mädchen ganz in weiß mit Nationalschärpen geziert. Dann folgte der „Freiheitsbaum“ und die Bürgerschaft begleitet auch von Bürgen aus den Nachbargemeinden bildete den Schluss des Zuges. Die „Zusammenkunft“ soll so groß gewesen sein, dass manche „Dachziegel aushoben“ um das Spektakel beobachten zu können. Am Abend versammelte man sich zum Tanz und am folgenden Morgen beschloss man die Feierlichkeit damit, dass man das kurfürstliche Wappen mit den Nationalfarben überstrich und den „Kurhut“ in eine Freiheitskappe verwandeln ließ.

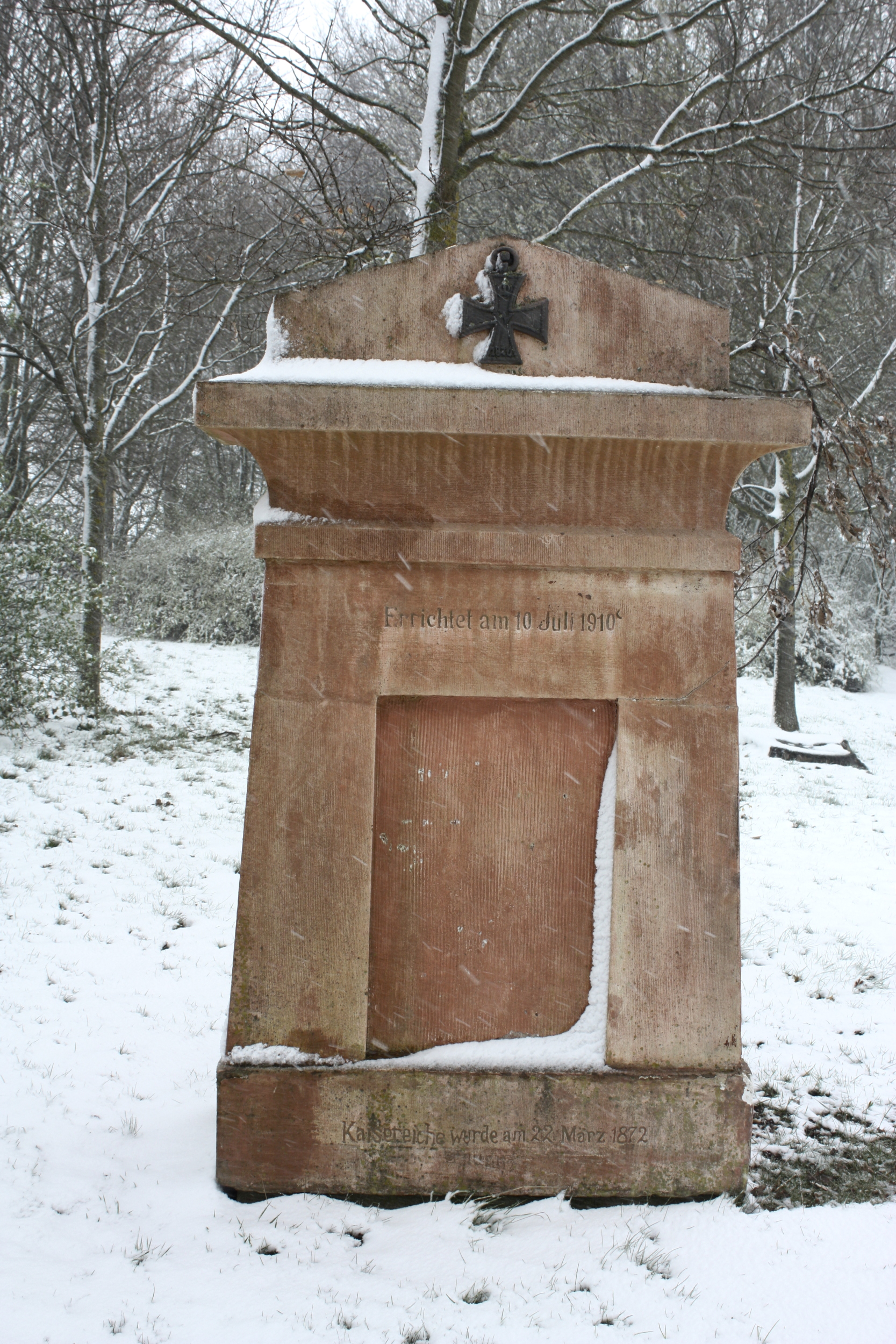
Gedenkstein von 1910 an der ehemaligen Kaisereiche von 1872 in Anhausen
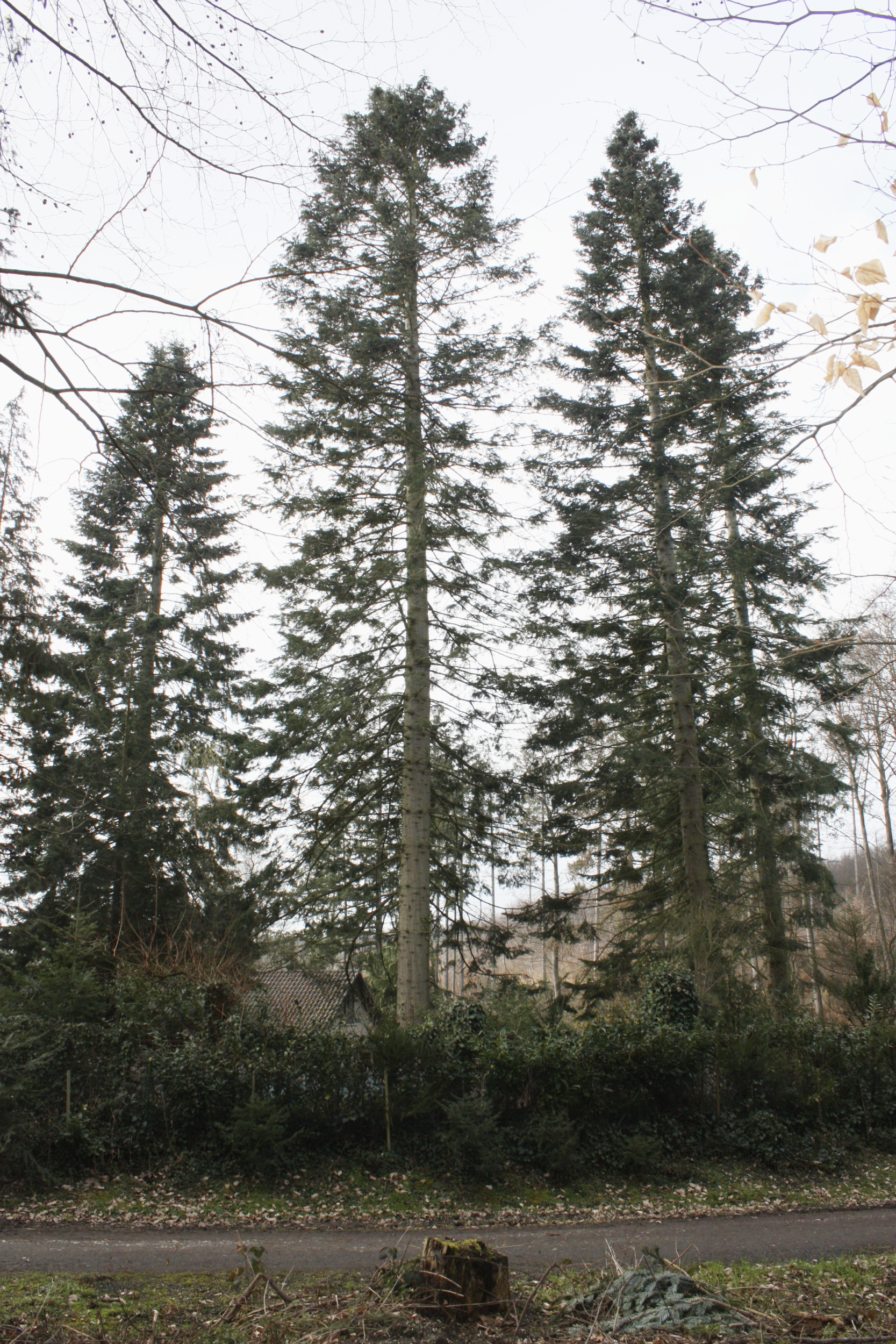
Baumgruppe im Bereich des ehemaligen Waldistrikts König von Rom in Waldesch
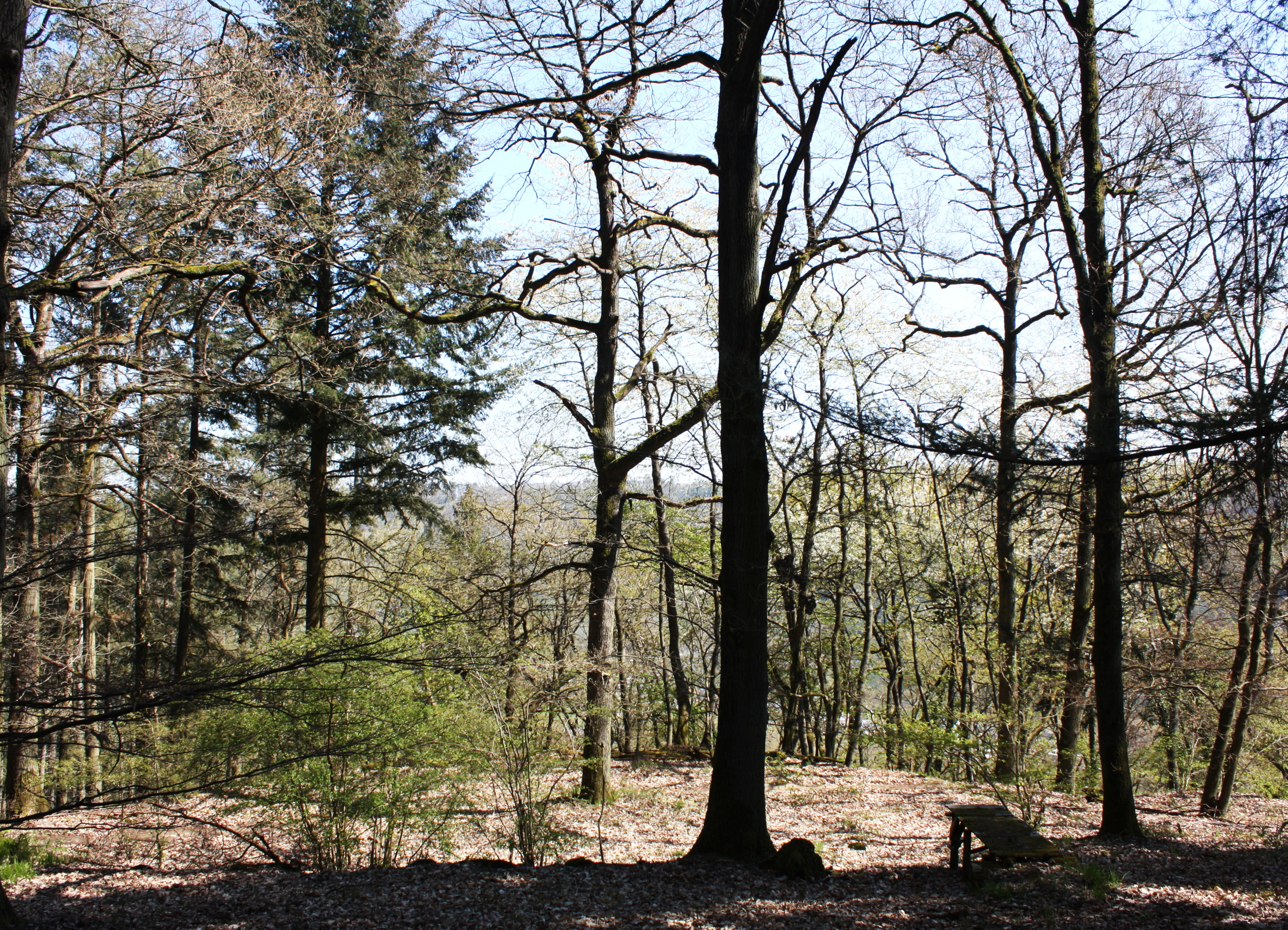
Baumgruppe des ehemaligen Kaisergartens in Wolf
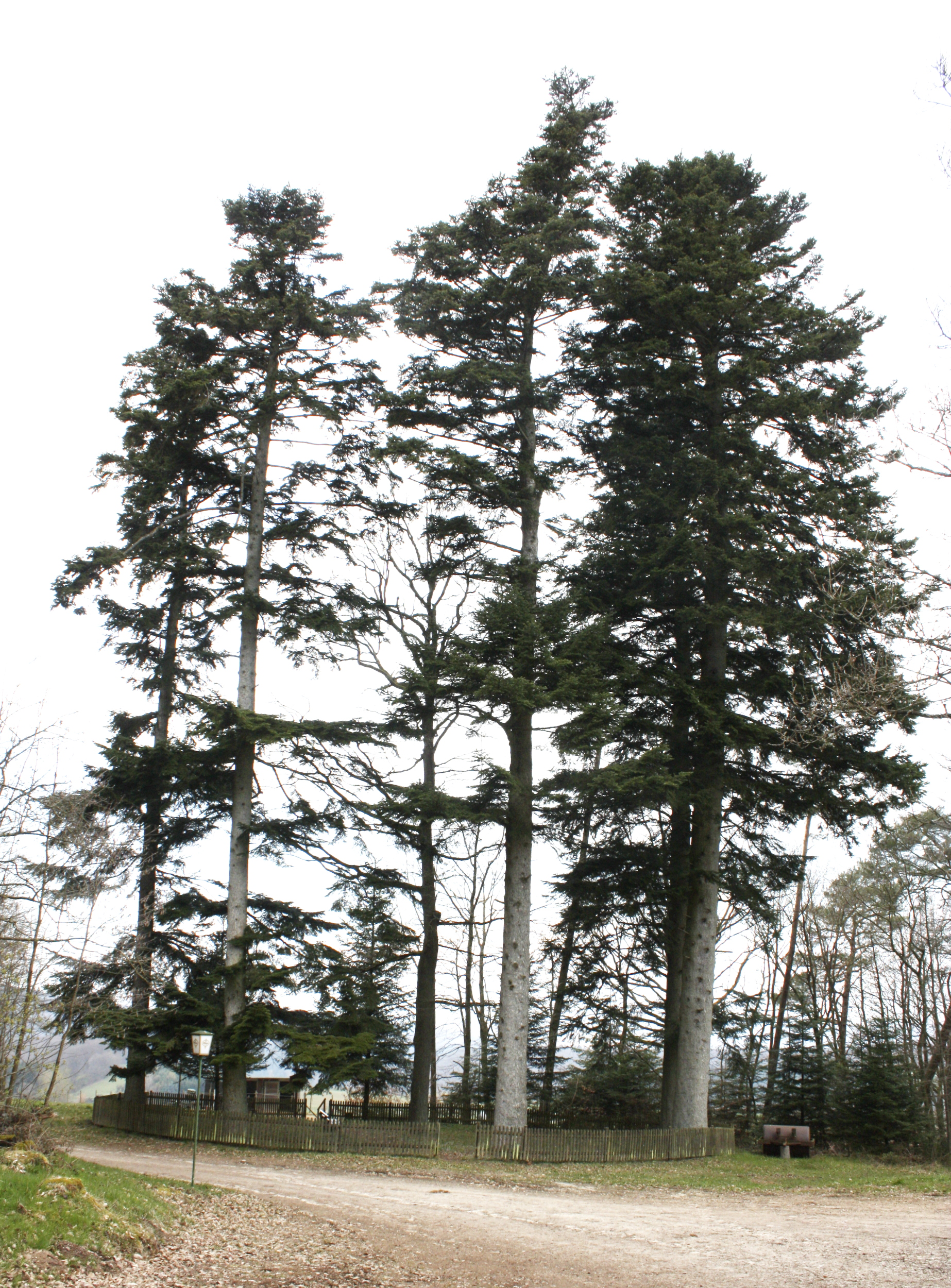
Baumgruppe des ehemaligen Kaisergartens in Gornhausen
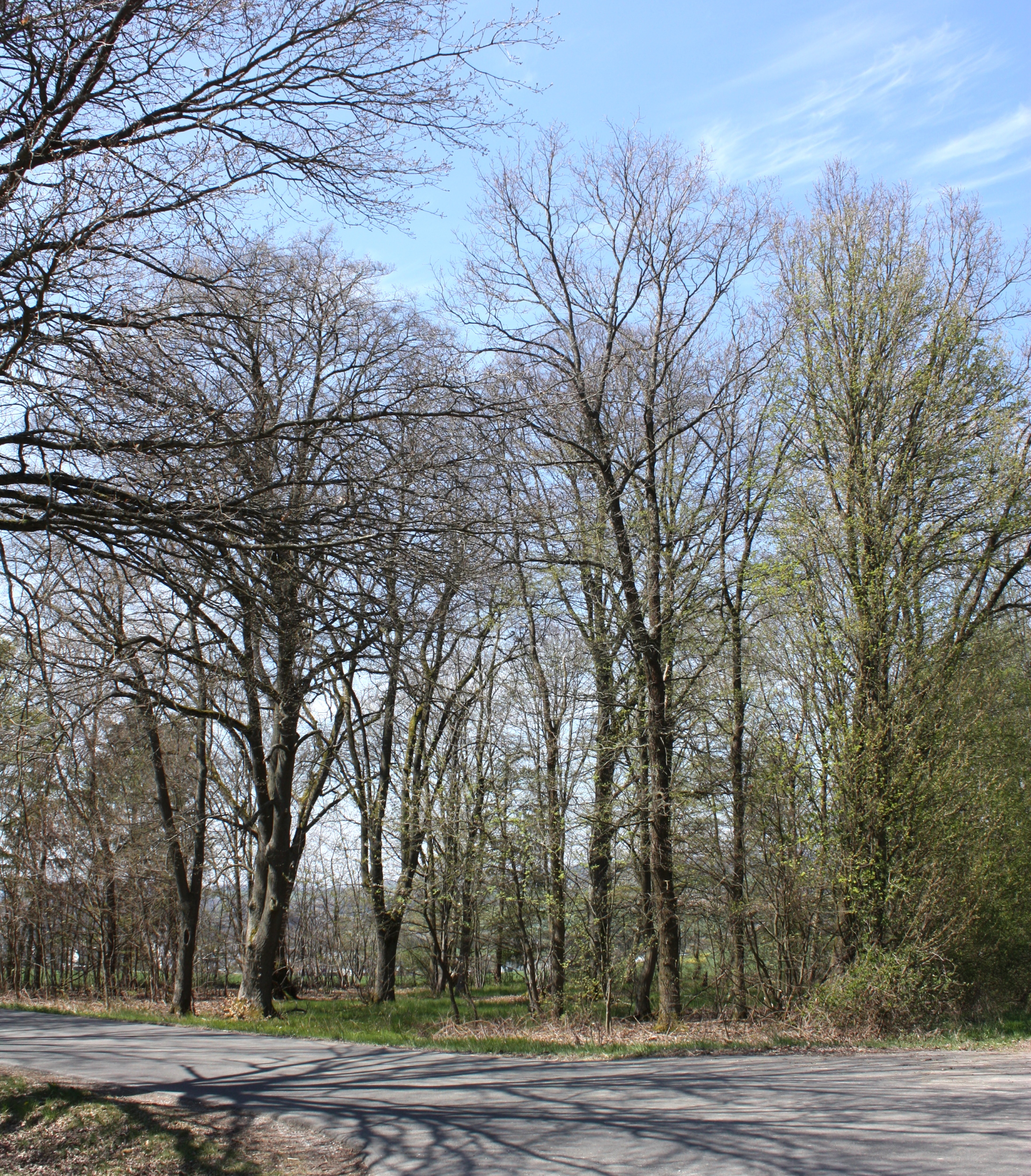
Baumgruppe des ehemaligen Kaisergartens in Weiperath bei Morbach
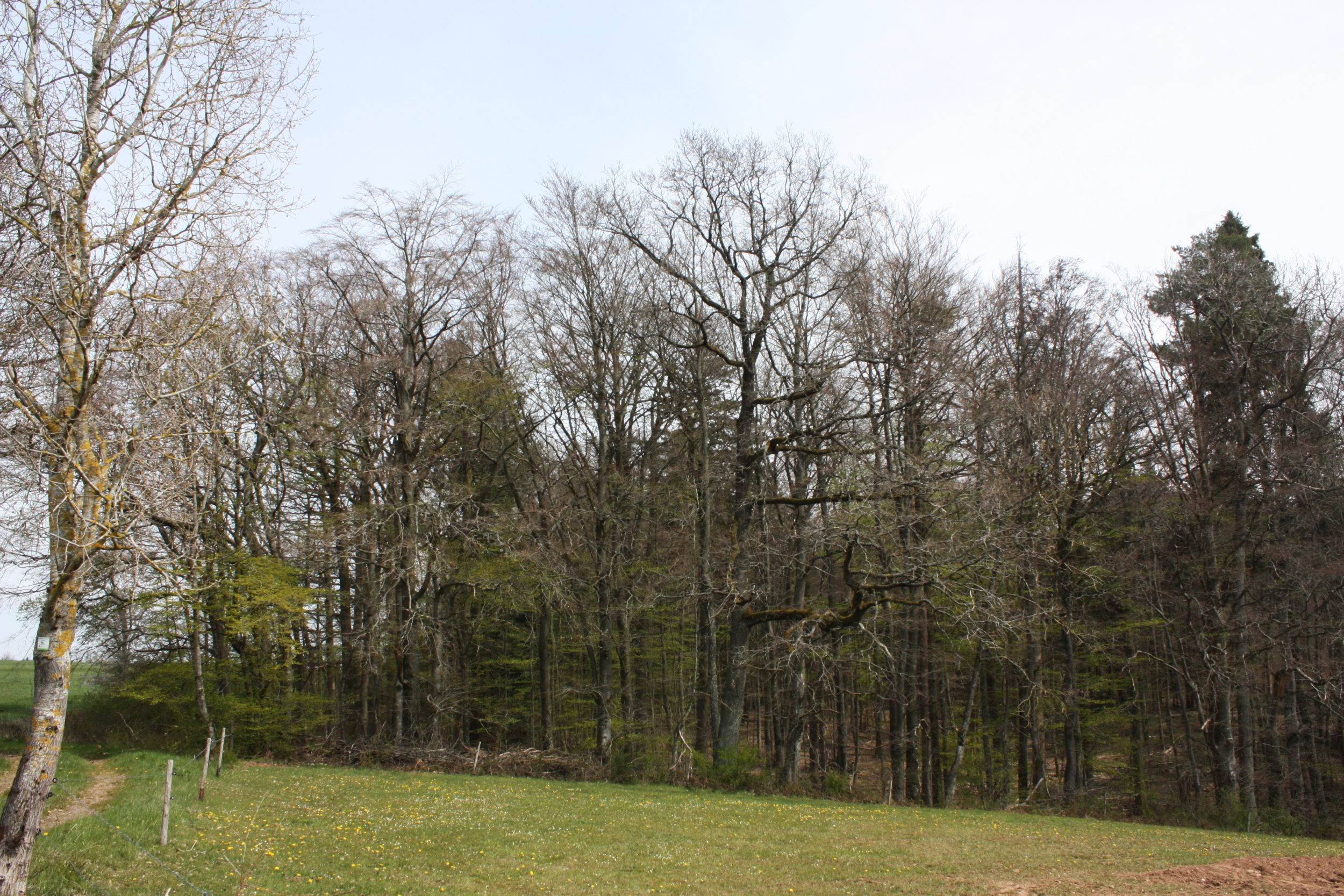
Napoleonsgarten bei Üdersdorf in der Eifel